# Christophe Cervoni
Pour les articles homonymes, voir Cervoni.
 (mai 2017).
Si vous disposez d'ouvrages ou d'articles de référence ou si vous connaissez des sites web de qualité traitant du thème abordé ici, merci de compléter l'article en donnant les références utiles à sa vérifiabilité et en les liant à la section « Notes et références ».
Christophe Cervoni est un producteur de cinéma français ayant fondé la société de production Axel Films.

## Biographie
Christophe Cervoni fait des études de commerce et des classes préparatoires économiques et commerciales. Après avoir travaillé dans plusieurs entreprises de production, il décide de créer son entreprise : Axel Films.

## Filmographie
- 2001 : Qui cherche trouve (court métrage)
- 2006 : Mes copines de Sylvie Ayme
- 2010 : Le Café du pont de Manuel Poirier
- 2011 : De l'huile sur le feu de Nicolas Benamou
- 2012 : Hénaut Président de Michel Muller
- 2013 : Möbius d'Éric Rochant
- 2014 : Babysitting de Philippe Lacheau et Nicolas Benamou
- 2014 : Le Criquet (court métrage)
- 2015 : Babysitting 2 de Philippe Lacheau et Nicolas Benamou
- 2019 : Nicky Larson et le parfum de Cupidon de Philippe Lacheau
- 2020 : 30 Jours max de Tarek Boudali